# Agelastes niger
La pintada negra  (Agelastes niger) es una especie de ave galliforme de la familia Numididae que habita desde el sudeste de Nigeria al norte de Angola y extremo noreste de Zaire; no se reconocen subespecies.

## Características
La principal característica del Agelastes niger, es la profunda coloración obscura del plumaje y el tono rojizo de la piel alrededor de los ojos y el pico. Es relativamente pequeña en relación con la pintada doméstica (Numida meleagris) y es totalmente acrestada, el tiempo promedio de incubación es de 25 días, viven en conjuntos más o menos grandes, se le suele ver en colonias de 4 a 9 integrantes. Respecto a su alimentación, es un ave que se alimenta principalmente de insectos y semillas propias de las padreras del centro y del este del continente Africano. a su tamaño adulto puede llegar a medir 50 cm de longitud.